# Градище (Ениджевардарско)
Вижте пояснителната страница за други значения на Градище.
Градище (на гръцки: Κύρρος, Кирос, до 1926 година Παλαιόκαστρο, Палеокастро) е бивше село в Егейска Македония, разположено на територията на дем Пела, административна област Централна Македония.

## География
Селото е било разположено на 60 m надморска височина в Солунското поле в подножието на Паяк (Пайко) на 11 километра северозападно от град Енидже Вардар (Яница).

## История

### Античност
Градище е изградено на мястото на античния град Кирос.

### В Османската империя
В началото на XX век Градище е малко селце в Ениджевардарската каза на Османската империя. Към 1900 година според статистиката на Васил Кънчов („Македония. Етнография и статистика“) Градище (Паликастра) брои 106 жители българи. По данни на секретаря на Българската екзархия Димитър Мишев („La Macédoine et sa Population Chrétienne“) в 1905 година в Паликастро Градище (Palikastro Gradichte) има 128 българи патриаршисти гъркомани.

### В Гърция
През Балканската война в 1912 година селото е окупирано от гръцки части и остава в Гърция след Междусъюзническата война в 1913 година. 
Боривое Милоевич пише в 1921 година („Южна Македония“), че Градище (Градиште) има 6 къщи цигани християни.
В 20-те години селото са настанени гърци бежанци. Според преброяването от 1928 година в селото има 125 жители - 55 местни и 70 бежанци. Според други данни в 1928 година селото е чисто бежанско с 27 бежански семейства и 77 души. В 1926 година името на селото е сменено на Кирос. Селото е напуснато около 1930 година, като девет местни семейства се заселват във Въдрища, а едно в Асарбегово. Бежанските семейства се установяват в съседното Обор.
| Година    | 1913 | 1920 | 1928 | 1940 | 1951 | 1961 | 1971 | 1981 | 1991 | 2001 | 2011 | 2021 |
| --------- | ---- | ---- | ---- | ---- | ---- | ---- | ---- | ---- | ---- | ---- | ---- | ---- |
| Население | 75   | 139  | 125  |      |      |      |      |      |      |      |      |      |